# Hornemansgården
Hornemansgården er en stor gård af træ fra 1700-tallet, som ligger på Kongens gate 7 i Trondheim, Norge. Den fylder hele karréen mellem Torvet, Kongens gate, Vår Frue kirkegård og Presidentveita. Karréen opstod som følge af Cicignons byplan efter den store bybrand i 1681, men den nuværende bygning er fra 1787 og har navn efter justitsråd og købmand Henrik Horneman, der opførte den. I dag fungerer den som ældrecenter.

## Historie
Efter den store bybrand i 1681 blev hele Midtbyen anlagt på ny efter Johan Caspar de Cicignon planer, hvorved Kongens gate blev etableret som en central akse, og grunden hvor Hornemansgårdens står blev udlagt. 
Her opførte Petter Sylow, fuldmægtig hos amtsskriveren, en gård som brændte i 1708. Hele området lå ubebygget frem til 1720, da stadsfysikus og lagmand Paul Dons (1689–1748) købte alt på auktion – bortset fra den østlige del mod kirkegården. Dons overtog senere resten af karréen og opførte flere bygninger. Hovedbygningen eksisterer stadig som stueetagen i den nuværende Hornemansgården. Det var en enetages bygning langs Kongens gate fra den østlige hovedindgang til hjørnet mod Torvet, med en sidefløj mod Torvet. Dobbelt laftede vægge i begge ender viser, at denne bygning blev bevaret og bygget ovenpå, da hele gården senere blev totalombygget. Gården, som Dons opførte, blev beskrevet i brandtaksten fra 1766, året efter en ny ejer havde overtaget:
 "Hr. Justitz-Raad Henric Henrichsen Horneman sin Huus, Front mod Nord, enkelt Etage, 2 Stuer og 3 Kamre, et Køkken og Spisekammer, i Værelserne 6 Jern Kakkelovne, 21 Fag dobbelte og 6 enkeltstående blyindfattede Vinduer, tækket med røde tagsten. Sidebygning ved Porten, Stue med 2 Kamre på Loftet, heri 3 Jernovne, en Karetkørsel, Lade, Saltbod, Madbod, Brændeskjul og Hestestald – alt med Overetage, Kofæhus, en Bod til Trækar, og et Slædeskjul, som er tækket med brædder, de øvrige huse alle med tagsten, og 5 opgående Skorstene, angivet af ham selv til 1200 Rigsdaler."

Køberen i 1765 var justitsråd og købmand Henrik Horneman, ejer af Reins kloster. Han boede i ejendommen kun om vinteren og var i lang tid tilfreds med sit relativt beskedne hus. Men omkring 1780 foretog han en omfattende ombygning, efter at flere større bypalæer var blevet opført i nabolaget. I modsætning til andre palæbyggerne rev han den ikke helt ned, men bevarede hovedbygningen og flere sidebygninger. Hele forhuset blev bygget op i to etager, og dette samt østfløjen kom under samme tag. Vestfløjen mod Torvet blev forlænget med en to-etagers tilbygning mod syd til Presidentveita, hvor Horneman fik plads til en festsal på over 90 m². Gården stod færdig i 1787, og brandtaksten fra samme år bekræfter, at huset da havde to etager.
Efter justitsråd Hornemans død i 1807 overtog tre sønner gården. Overretsassessor og Eidsvoll-mand (for Kragerø) Christian Hersleb Horneman (1781–1860) blev eneejer i 1838. Omkring 1840 ændrede han facaderne med nye vinduer og portaler i klassicistisk stil. Efter ham overtog sønnen Robert Nicolai Horneman og hans svoger, og i deres tid blev gården opdelt i flere lejligheder og fik i stigende grad præg af en lejebygning. I 1876 blev den købt af Trondheim kommune og taget i brug som politistation, med lejligheder til brandfolk i tre etager i østfløjen. Stadsingeniør Carl Adolf Dahl boede også det meste af sit liv til leje i Hornemansgården. Politiet havde til huse i gården i næsten hundrede år, indtil der blev opført en ny politistation i midten af 1970'erne.
Hornemansgården og den lidt ældre Sommergården på den modsatte side af Kongens gate danner østvæggen mod Torvet og udgør den sidste rest af det gamle bymiljø omkring pladsen. Sammen med Stiftsgården er de Trondheims sidste tilbageværende bypalæer fra 1700-tallet. De var begge stærkt truet omkring 1970, da Riksantikvaren rejste fredningssag. Sommergården blev købt af Trondhjems Sparebank som grund til et planlagt nybyggeri, og nedrivningen fik bred politisk opbakning. Da det samtidig var besluttet at bygge en ny politistation på Kalvskinnet, foreslog fremtrædende politikere også at rive Hornemansgården "for at give Vår Frue kirke bedre plads i bybilledet". Sommergården blev reddet gennem et mageskifte og fredet i 1983. Hornemansgården overlevede, fordi opbakningen til kulturarvsbevaring voksede. Den blev fredet i 1984 og fungerer i dag som ældrecenter.